# Petrivka, raionul Mîkolaiiv, regiunea Mîkolaiiv
Petrivka (în ucraineană Петрівка) este localitatea de reședință a comunei Petrivka din raionul Mîkolaiiv, regiunea Mîkolaiiv, Ucraina.

## Demografie
Componența lingvistică a localității Petrivka
     Ucraineană (90,69%)
     Rusă (8,28%)
     Alte limbi (0,77%)
Conform recensământului din 2001, majoritatea populației localității Petrivka era vorbitoare de ucraineană (90,69%), existând în minoritate și vorbitori de rusă (8,28%).